# Josip Gašpar
Josip Gaspar est un footballeur international croate né le 15 mars 1973.

## Carrière
- 1990-98 : Dinamo Zagreb  Croatie
- 1998-01 : NK Osijek  Croatie
- 2001-02 : NK Marsonia Slavonski Brod  Croatie

## Sélections
- 1 sélection et 0 but avec la  Croatie en 1992.